# Radiodermatitis
Die Radiodermatitis (oder Strahlendermatitis) ist eine Hauterkrankung, welche sich darauf zurückführen lässt, dass ein Mensch über längere Zeit ionisierender Strahlung ausgesetzt war. Am häufigsten tritt die Krankheit bei Menschen auf, die sehr intensiv mit bildgebenden Geräten der Medizin, welche ionisierende Strahlen nutzen, arbeiten (zum Beispiel Angiografie) oder bei Patienten, die sich einer Strahlentherapie unterziehen. Die durch Röntgenstrahlung verursachte Dermatitis wurde bereits wenige Jahre nach der Entdeckung der X-Strahlen beschrieben. Durch die seinerzeit noch geringen Sicherheitsvorkehrungen und mangelndes Wissen über die Schädlichkeit der Strahlen trat die Erkrankung seinerzeit häufiger auf.
Die Radiodermatitis kann in folgende Grade eingeteilt werden:
- Grad 1: Radiodermatitis acuta sicca (trockene Schuppen)
- Grad 2: Radiodermatitis acuta bullosa (flüssigkeitsgefüllte Blasen)
- Grad 3: Radiodermatitis acuta erosiva (Verlust der epidermalen Deckung)
- Grad 4: Radiodermatitis acuta gangraenosa (Haut stirbt ab)

In der Anfangszeit der Nutzung von Röntgenstrahlung zu medizinischen Zwecken war Radiodermatitis gewissermaßen eine „Berufskrankheit“ unter Pionieren der radiologischen Diagnostik und der Strahlentherapie, unter der z. B. auch Guido Holzknecht und Elizabeth Fleischman litten.